# 小林広一
小林 広一（こばやし こういち、1948年2月9日 - ）は、日本の文芸評論家。

## 経歴
長野県飯田市生まれ。明治大学卒業、同大学院博士課程中退。1981年「斎藤緑雨論」で群像新人文学賞評論部門受賞。中野重治、添田唖蝉坊、赤塚不二夫なども論じる。
1991年、湾岸戦争への自衛隊派遣に抗議し、柄谷行人、中上健次、津島佑子、田中康夫らとともに『湾岸戦争に反対する文学者声明』を発表する。

## 著書
- 始原の声 而立書房 1986.3
- 中野重治論 日本への愛と思索 而立書房 1986.6
- 天才バカボン論 風塵社・パロル舎 1992.9
- 始原の笑い 草場書房 2007.8